# Марта Бьодингхаус
Марта Сиг-Бьодингахус (на немски: Martha Sigg-Böddinghaus) е германски психоаналитик.

## Биография
Родена е в Мюнхен, Германия. През 1910 г. се премества в Цюрих, за да се обучава при Карл Юнг и да бъде анализирана от него. След приключване на обучението си започва да практикува и присъства на Международния психоаналитичен конгрес във Ваймар през 1911 г. В Цюрих тя се омъжва за приятеля на Юнг, швейцарския бизнесмен Херман Сиг (1875 – 1927).
Марта Бьодингхаус принадлежи на „Кръга на седемте“ – група от жени около Ема Юнг, които са заинтересовани особено много от положението на жената.